# Despedida (álbum)
Despedida é um álbum ao vivo da dupla sertaneja brasileira Edson & Hudson, lançado em 2009. Como já diz o título, o álbum foi a despedida da dupla que anunciou a separação no final de 2008 e iniciou a turnê de mesmo nome do álbum, dando uma seqüência de shows pelo Brasil até 31 de dezembro de 2009. Gravado no estúdio ao vivo e sem público, o CD e DVD trazem 15 músicas inéditas, entre elas os singles "Pra Não Chorar" e "Foi Você Quem Trouxe" (versão de I Want To Know What Love Is, de Foreigner). O álbum chegou a ser indicado pelo Grammy Latino na categoria de Melhor Álbum de Música Sertaneja de 2009.

## Faixas
1. Tudo é Paixão
2. Nasci Pra Te Amar Demais
3. Frio da Madrugada
4. Parabéns Pro Amor de Nós Dois
5. Pra Não Chorar
6. Aumenta o Som (Rádio)
7. Levo Minha Paixão
8. Roupas no Armário
9. Comendo Um Filé
10. Tropé
11. Foi Você Quem Trouxe (I Want To Know What Love Is)
12. Deixa Eu Chorar
13. Presente do Céu
14. Uma Lágrima no Olhar
15. Vem Também (What's Your Name)